# Pseudaclytia popayanum
Pseudaclytia popayanum là một loài bướm đêm thuộc phân họ Arctiinae, họ Erebidae.